# 2015年澳門
|        | 澳門歷史 \| 澳門歷史年表                                                                                                   |
| 世紀： | 20世紀澳門 \| 21世紀澳門 \| 22世紀澳門                                                                                     |
| 年代： | 1980年代澳門 \| 1990年代澳門 \| 2000年代澳門 \| 2010年代澳門 \| 2020年代澳門 \| 2030年代澳門 \| 2040年代澳門               |
| 年份： | 2011年澳門 \| 2012年澳門 \| 2013年澳門 \| 2014年澳門 \| 2015年澳門 \| 2016年澳門 \| 2017年澳門 \| 2018年澳門 \| 2019年澳門 |
| 紀年： | 乙未年（羊年）、澳門開埠462周年、澳門回歸16周年                                                                            |

## 大事時序

### 1月
- 1月1日，超過3萬名市民及遊客在西灣湖廣場迎接2015年來臨。[1]

### 2月
- 2月27日，路環高爾夫球鄉村俱樂部以南約300米海面發生沉船事故[2]，一艘載有17至18名中國大陸非法入境者的快艇疑因有人嘗試在途中維修以阻止入水，導致不平衡翻船。當局事發後共找到2女4男共6人並將其拘捕，其中2人由澳門海關人員救起，其餘均是自行游上岸，當中包括1名蛇頭，部分人亦已登岸離開，估計有7至8人失蹤[3]，搜救範圍曾擴大至離岸3海里。翻沉的纖維快艇原可載5至6人，事發時屬於超載。船上各人來自不同省份，供稱偷渡來澳是旅遊和賭博。事發一帶海面為澳門其中一個熱門偷渡上岸地點[4]。

### 3月
- 3月16日，氹仔偉龍馬路發生兩死嚴重車禍[5]，本地青年駕駛電單車接載內地同事駛經偉龍馬路近飛機場圓形地時，連人帶車被捲入泥頭車底，被泥頭車後輪輾過。男騎士當場爆頭死亡，乘客身體被輾過，送院搶救無效死亡。這是本澳三日內發生的第二宗奪命交通意外[6]，共造成三人死亡。

### 4月
- 4月15日，本澳廣泛地區罕有地發生大規模停電，事故波及半個澳門半島，十萬用戶受影響，佔全澳總用戶近42%，為澳門回歸以來最大規模停電。事故因上午11時鴨涌河變電站高壓設備故障，歷時達1.5小時。消防員疲於奔命，共處理75宗被困電梯事故，4人需送院。停電期間，多家電訊營運商服務、商舖等均受影響，澳電向受影響客戶致歉。[7]

### 6月
- 博彩收入跌至四年最低，下降36.2%至174億澳門元。相等於2010年11月收入水平。[8]

### 7月
- 7月17日，博彩監察協調局公佈資料顯示，今年第二季賭場博彩收入568.68億澳門元，按年急挫37.4%，當中貴賓廳收入大幅倒退42%至315.68億元。有貴賓廳業者預料今年生意難有改善，部分業界已轉到菲律賓、越南等地發展。有學者指出，第二季貴賓廳收入佔賭場博彩收入僅55.5%的歷年低位，反觀同季角子機數目大增下，收入佔博彩收入升至5.2%高位，開始呈現博彩業朝大眾化市場發展。[9]

### 8月
- 8月8日，受颱風蘇迪羅外圍下沉氣流影響，氹仔大潭山氣象站錄得攝氏36.4度，是該站1957年以來8月的最高氣溫。另外，氣象局錄得澳門半島今日最高氣溫達到37.9度，路環更高達38度。[10]
- 8月9日，地球物理暨氣象局總部所在的氹仔大潭山，氣溫再創新高，為36.6度，路環則達37.3度，澳門半島更達38.2度，當局未接獲中暑報告。[11]
- 8月10日，統計暨普查局公佈，澳門人口截至2015年6月30日為642,900人，按季增加2,200人，再創新高，其中女性比例較多，為50.6%。[12]

### 9月
- 9月1日：
  - 八月賭收按年下跌考逾三成至186.2億，特區政府宣佈，鑑於一至八月博彩淨收入為1,588.8億澳門元，低於政府三月向立法會提交的《修正2015財政年度預算》的預計，亦低於每月200億的警戒線，所有公共部門即日起實行緊縮財政開支措施，涉及年度預算約14億元。措施不影響民生福利開支（包括現金分享計劃）和投資與發展開支計劃，這是澳門回歸以來政府首度宣佈緊縮開支。[13]
  - 位於氹仔中央公園的氹仔圖書館正式開幕，是本澳目前面積最大的公共圖書館，配套設施齊全且新穎。文化局長吳衛鳴表示，氹仔圖書館自四月試運以來，入場人數不斷增加，現時每日入場達三萬人次，服務質素亦因應使用情況持續提升。希望居民能充分使用此公共閱讀平台，推動閱讀風氣。社會文化司司長譚俊榮表示，特區政府重視推動閱讀風氣，將繼續加大圖書館的資源投入，並透露現正籌辦二十四小時開放的圖書館，以紅街市圖書館為試點，方便日間工作的賭場僱員。文化局長則預計，澳門新中央圖書館可於2019年或2020年落成並投入運作，舊法院與舊司警大樓的結構均會保留[14]

### 10月
- 10月30日，海關關長賴敏華突然在氹仔海洋花園的公廁內自殺身亡，行政長官崔世安晚上交代事件，稱感到十分傷心，但強調不涉廉署任何調查個案，並即時委任保安司司長黃少澤兼任海關關長職務。這是近年港澳兩地最高級別官員自殺事件，10月28日澳門博彩監察協調局局長雪萬龍亦突然請辭，兩日後賴敏華自殺，有時事評論員指兩事不尋常，擔心澳門政壇正值多事之秋，山雨欲來。[15][16]

### 12月
- 12月16日，國務院首次定出澳門水域管理範圍，於12月20日生效，根據新的《中華人民共和國澳門特別行政區行政區域圖（草案）》，澳門特別行政區管理海域從澳門陸地向東、南方向劃定，面積為85平方公里；在粵澳陸地界線方面：將關閘澳門邊檢大樓地段劃入澳門特別行政區；鴨涌河段除部分河段以鴨涌河南岸為界外，其餘以鴨涌河中心線為界。[17]
- 12月20日，由香港上市公司保利達集團發展的澳門黑沙環住宅物業海一居，因無法在2015年12月25日的25年法定期限內建成樓宇，本年12月初被澳門政府宣告土地合約失效，土地將被政府收回重新競投。1,400名受影響業主藉澳門回歸紀念日發行示威遊行，示威者哭訴用上畢生工資積蓄支付首期及已供款3年，結果可能換來無法收樓的局面，要求政府不要收回土地，讓發展商繼續興建並如期於2018年收樓，有人衝出馬路釀成警民衝突，警方一度施放胡椒噴霧；示威者則強開警車車門要求釋放被捕人士，多條道路受阻，交通嚴重癱瘓。[18]

## 逝世
- 10月30日，賴敏華（56歲），澳門海關關長，於氹仔海洋花園一公廁仰藥、割頸及用膠袋套頭三料自殺身亡。[19]
- 12月17日，陳啟明（62歲），澳門中聯辦前副主任，病逝鏡湖醫院。[20]
- 12月30日，李成俊（89歲），澳門日報創辦人兼董事長，於山頂醫院逝世。[21]